# 핫피 엔도 (음반)
《핫피 엔도》(일본어: はっぴいえんど 핫피엔도[*])는 일본의 포크 록 밴드 핫피 엔도의 데뷔 음반이다. 그들의 세 번째 음반 또한 영어로 쓰여져 있지만, 자칭이기 때문에, 이 첫 번째 음반은 커버 아트에 묘사된 표지판을 따서 "유데멘(ゆでめん)"이라는 이름으로도 알려져 있다. 유데멘은 특별한 형태의 면이 아니라 단순히 "삶은 국수"라는 뜻이다. 그냥 후루룩 뚝딱 먹어 치우는 국수로, 바쁜 끼니가 급한 사람들을 위한 서민 음식이었다.
2004년 3월 31일, 《핫피 엔도 박스》 세트에는 5곡의 보너스 트랙이 추가되었다.

## 작사
이 음반의 작사는 마츠모토 타카시가 맡았으며, 〈날지 않는 하늘〉 (호소노 하루오미)와 〈짜증〉 (오타키 에이이치)는 제외되었다.
마이클 K. 부르다그는 첫 번째 트랙 〈봄이여 오라〉가 "도시에서의 평범한 일상"에 관한 것이라고 썼다. 구체적으로는 도시에서의 새로운 삶을 위해 전원주택을 버리고 홀로 코타츠에 앉아 설 명절을 맞이하는 이의 지루함을 대신한다.

## 평가
이 음반은 "일본어 록 논란"을 촉발시켰기 때문에 일본 음악사에 중요한 전환점이 되었다. 일본 록 산업의 저명인사들, 특히 일본어로만 부르는 록 음악이 지속 가능한지에 대한 가장 유명한 멤버들 간의 공론화된 논쟁이 있었다. 이전에는 일본의 거의 모든 인기 록 음악이 영어로 불렸다. 그들의 다음 음반인 《카제마치 로망》은 물론, 핫피 엔도의 데뷔 음반의 성공은 일본에서의 일본어 록의 지속 가능성을 증명했다.
영국의 음악가이자 《Japrocksampler》의 저자인 줄리언 코프는 1970년대 《핫피 엔도》를 밴드의 분명한 최고 작품으로 언급했다. 코프와 HMV 재팬은 크로스비, 스틸스, 내시 & 영의 작품과 비슷한 점을 지적했다.

## 곡 목록
| #  | 제목                                                | 작사            | 작곡            | 재생 시간 |
| -- | --------------------------------------------------- | --------------- | --------------- | --------- |
| 1. | 〈봄이여 오라 (春よ来い)〉                          | 마츠모토 타카시 | 오타키 에이이치 | 4:17      |
| 2. | 〈숨바꼭질 (かくれんぼ)〉                           | 마츠모토 타카시 | 오타키 에이이치 | 4:32      |
| 3. | 〈씽씽씽 (しんしんしん)〉                           | 마츠모토 타카시 | 호소노 하루오미 | 3:06      |
| 4. | 〈날지 않는 하늘 (飛べない空)〉                     | 호소노 하루오미 | 호소노 하루오미 | 2:44      |
| 5. | 〈적 타나토스를 생각해라! (敵タナトスを想起せよ!)〉 | 마츠모토 타카시 | 호소노 하루오미 | 3:00      |

| #   | 제목                                          | 작사            | 작곡            | 재생 시간 |
| --- | --------------------------------------------- | --------------- | --------------- | --------- |
| 6.  | 〈아야카시의 동물원 (あやか市の動物園)〉      | 마츠모토 타카시 | 호소노 하루오미 | 2:48      |
| 7.  | 〈12월의 비 오는 날 (12月の雨の日)〉          | 마츠모토 타카시 | 오타키 에이이치 | 3:27      |
| 8.  | 〈짜증 (いらいら)〉                           | 오타키 에이이치 | 오타키 에이이치 | 3:15      |
| 9.  | 〈아침 (朝)〉                                 | 마츠모토 타카시 | 오타키 에이이치 | 2:29      |
| 10. | 〈해피 엔딩 (はっぴいえんど)〉                | 마츠모토 타카시 | 호소노 하루오미 | 3:26      |
| 11. | 〈계속해서 해피 엔딩 (続はっぴ-いいえ-んど)〉 | 마츠모토 타카시 | 호소노 하루오미 | 2:20      |